# Liquido
Liquido est un groupe allemand de rock alternatif, originaire de Sinsheim et de ses environs. Formé en 1996, le groupe se sépare, après cinq albums studio, en 2009.

## Biographie
Liquido est formé en 1996 par quatre amis Wolfgang Schrödl (chant, guitare, piano), Wolfgang Maier (batterie), Stefan Schulte-Holthaus (basse), et Tim Eiermann (chant, guitare).
Son plus gros succès est la chanson Narcotic, jouée pour la première fois en 1996 : elle s'est vendue à plus de 700 000 exemplaires en Europe, et près de 8 millions exemplaires dans le monde entier lorsque Virgin l'a rééditée en 1998. Ce titre est également joué pour l'entrée des joueurs des Girondins de Bordeaux au Matmut Atlantique. Toujours dans le domaine du sport, la mélodie de la chanson Narcotic est aussi un chant de supporters, notamment le HC Davos (hockey sur glace, Suisse).
Son premier album studio, l'éponyme Liquido, est publié en 1999. Il atteint le top 5 des classements allemands, suisses et autrichiens,.
Toutes ses compositions sont écrites et chantées en anglais. Depuis Liquido n'a plus reproduit de pareil exploit commercial. Son dernier album, Zoomcraft, est publié le 14 mars 2008. Il comprend le single Gameboy sorti le 22 février. En janvier 2009, le groupe annonce sa séparation, chacun des membres préférant continuer sa carrière musicale de son côté. En 2015 sort son single Narcotic Demo 1996.